# 坦泰尼亚克
坦泰尼亚克（法語：Tinténiac，法語發音：[tɛ̃tenjak]）是法国伊勒-维莱讷省的一个市镇，位于该省西北部，属于圣马洛区。

## 地理
坦泰尼亚克（48°19'44"N, 1°50'5"W）面积23.4 平方千米，位于法国布列塔尼大區伊勒-维莱讷省，该省份为法国西北部沿海省份，位于布列塔尼半岛东部，北濒大西洋，西接阿摩尔滨海省和莫尔比昂省，南至大西洋卢瓦尔省，西南端接曼恩-卢瓦尔省，东临马耶讷省，东北与芒什省接壤。
与坦泰尼亚克接壤的市镇（或旧市镇、城区）包括：凯布里亚克、拉博赛讷、丹热、埃代-巴祖日、莱西夫、圣布里厄德西夫、圣多米纳克、特里梅、圣桑福里安。

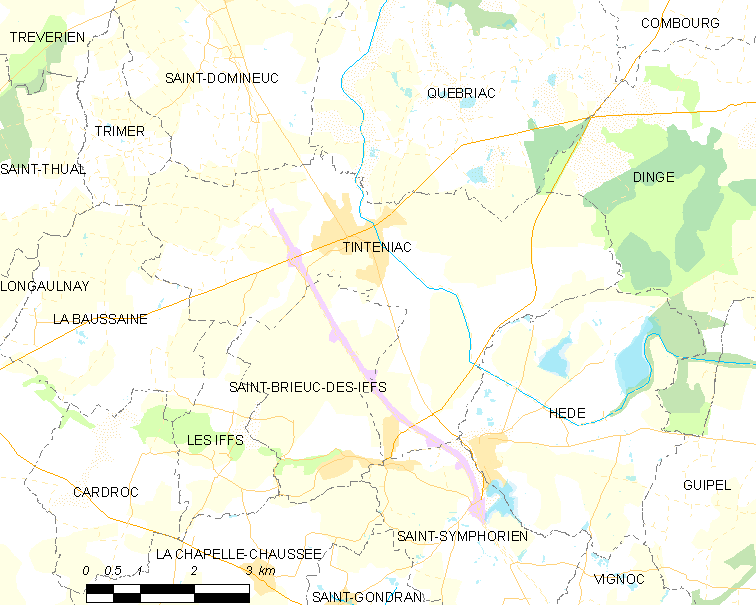
坦泰尼亚克的OSM定位图

坦泰尼亚克的时区为UTC+01:00、UTC+02:00（夏令时）。

## 行政
坦泰尼亚克的邮政编码为35190，INSEE市镇编码为35337。

## 政治
坦泰尼亚克所属的省级选区为孔堡县。

## 人口

1962-2008年间坦泰尼亚克人口变化图示

坦泰尼亚克于2022年1月1日时的人口数量为3877人。